# باتريك أولسون
باتريك أولسون (بالسويدية: Patrik Olsson)‏ هو منافس ألعاب قوى سويدي، ولد في 28 أكتوبر 1889، وتوفي في 12 أبريل 1965.

## وصلات خارجية
- باتريك أولسون على موقع أوليمبيديا (الإنجليزية)
- باتريك أولسون على موقع اللجنة الأولمبية السويدية (السويدية)